# Nagyrápolti református templom
A nagyrápolti református templom műemlékké nyilvánított templom Romániában, Hunyad megyében. A romániai műemlékek jegyzékében a HD-II-m-A-03421 sorszámon szerepel.